# 喜马拉雅山脉

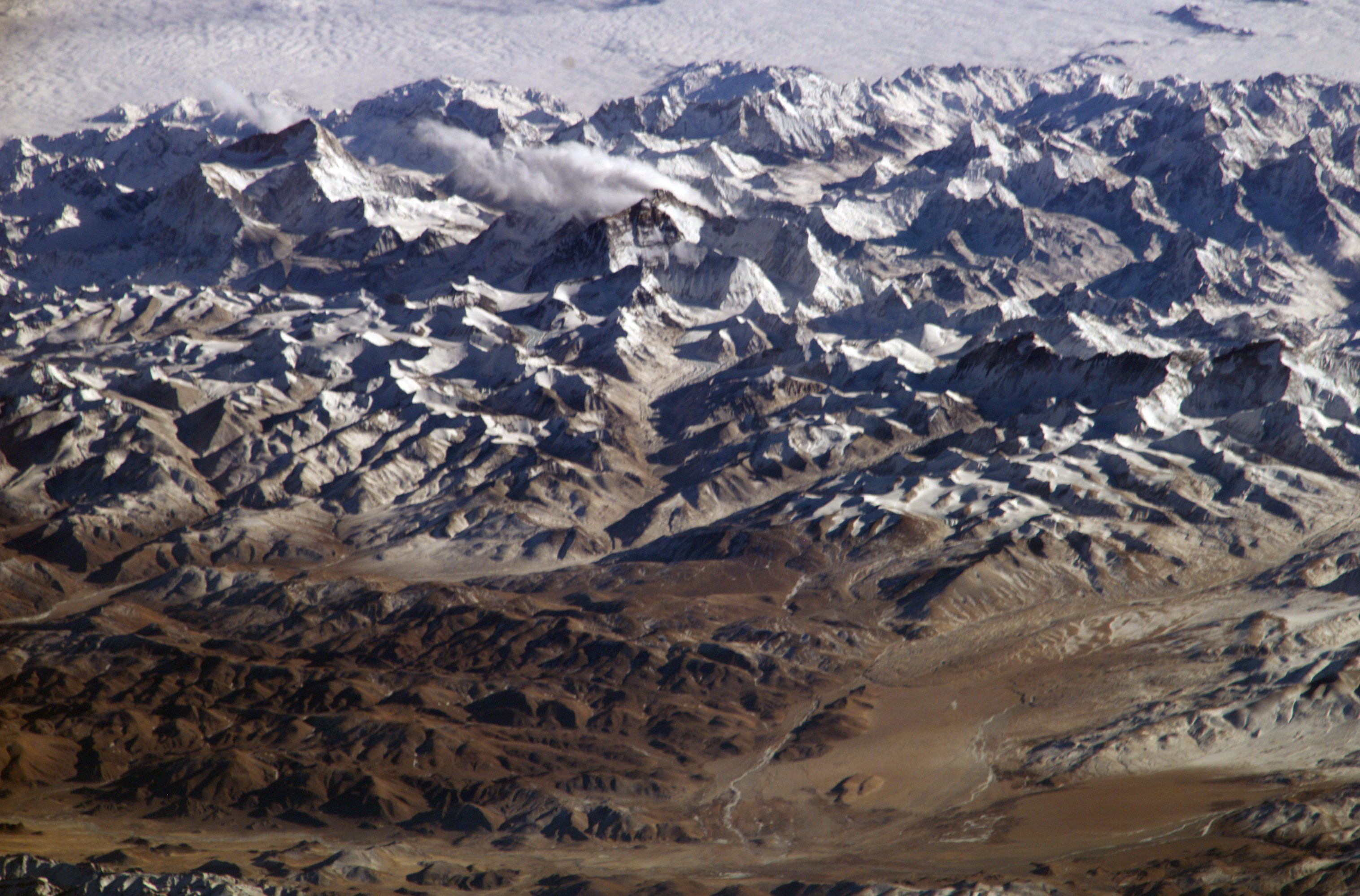
從太空向下看喜馬拉雅山脈

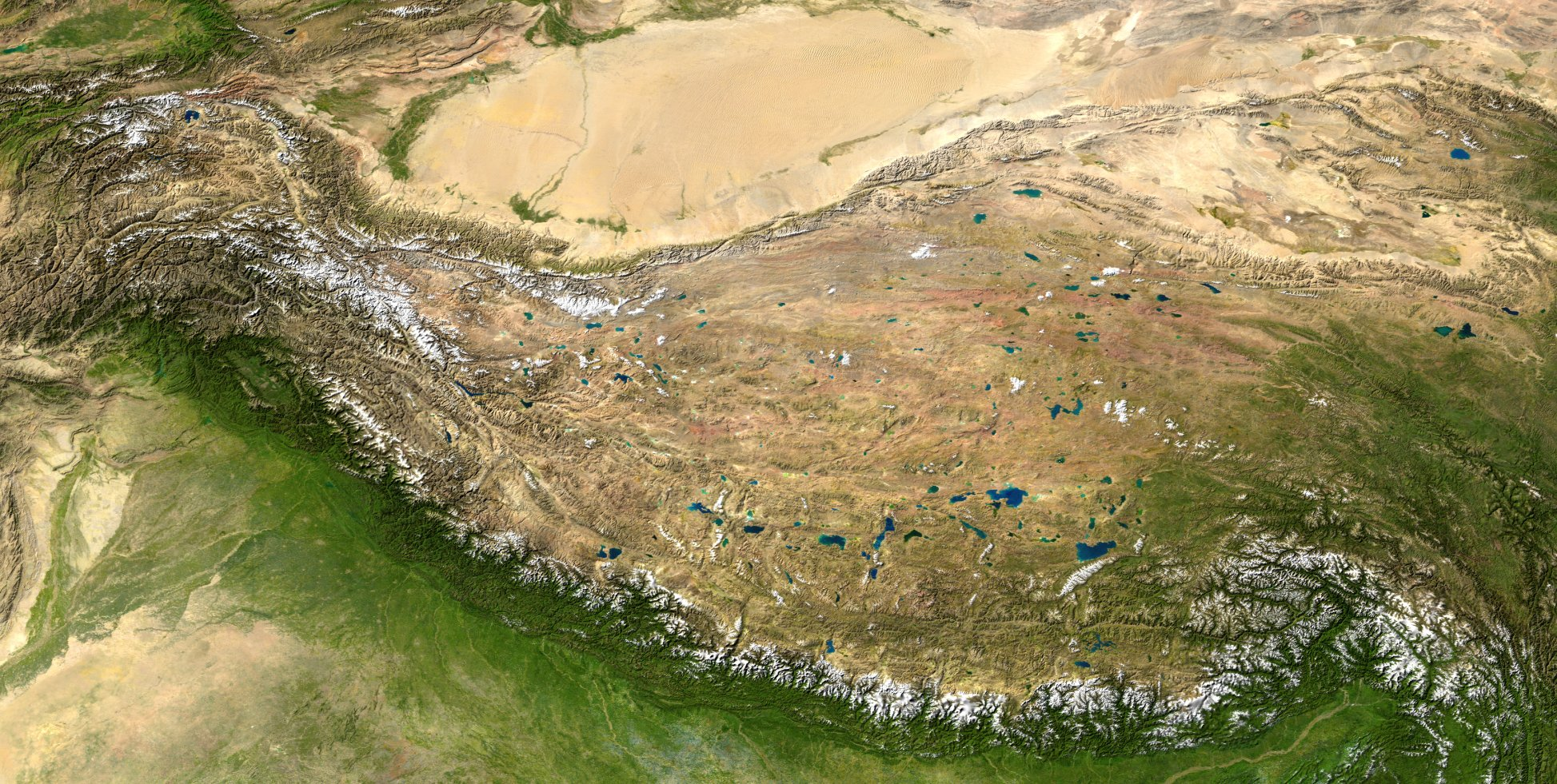
美國的衛星影像

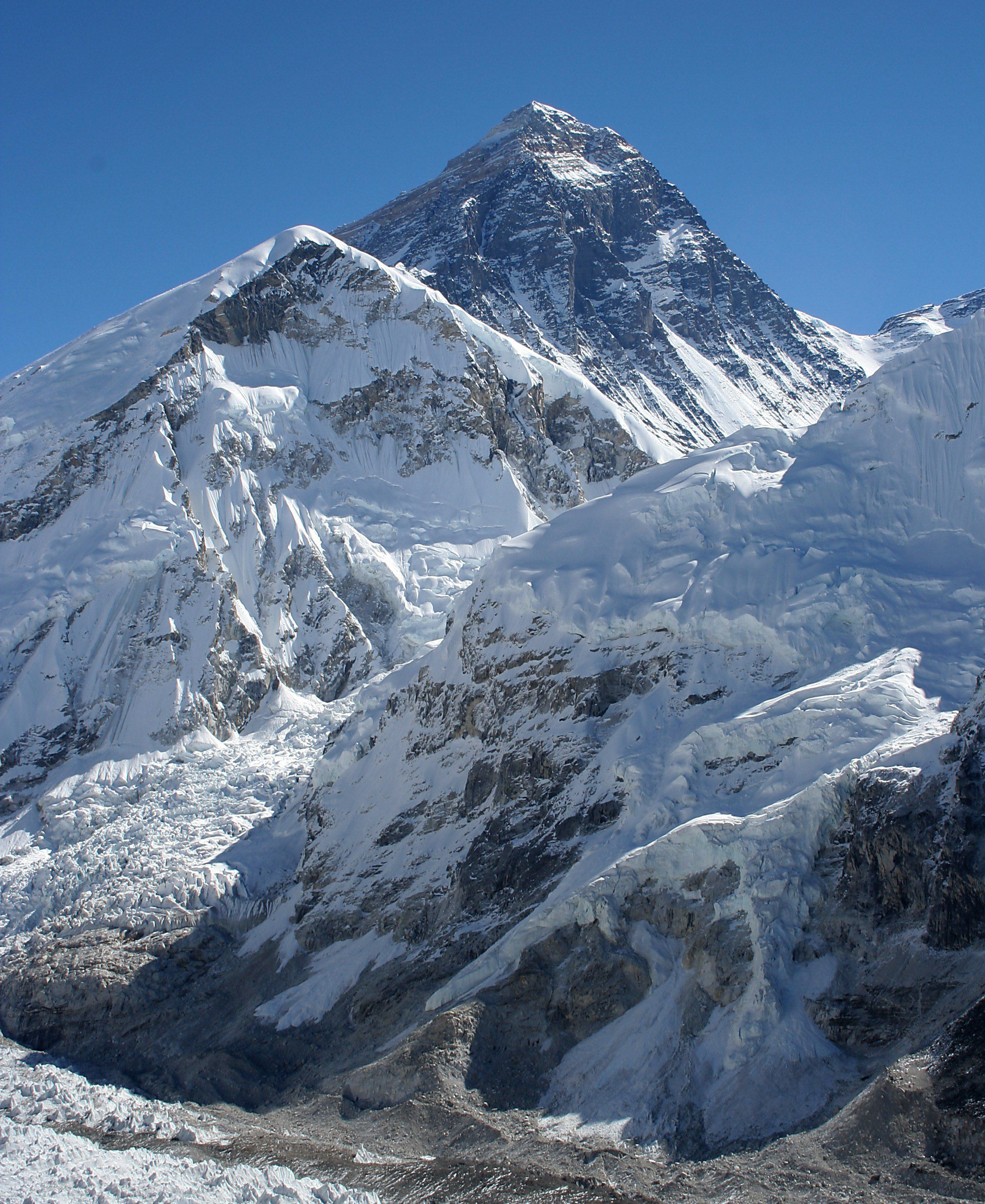
珠穆朗玛峰

喜马拉雅山脉（梵文： himālaya；藏語：ཧི་མ་ལ་ཡ་རི་）是世界海拔最高的山脉，分布于青藏高原南缘，处于中國西藏自治区与巴基斯坦、印度、尼泊尔、不丹等国边境上。由大喜马拉雅山脉、小喜馬拉雅（也称下喜馬拉雅）及外喜马拉雅（也称亚喜马拉雅或西瓦利克山脈）等数条大致平行的支脉组成，南凸呈弧形，东西长约2500多公里，南北宽200-300公里。
喜马拉雅山脉西起克什米尔的南迦－帕尔巴特峰（北纬35°14'21"，东经74°35'24"，海拔8125米），东至雅鲁藏布江大拐弯处的南迦巴瓦峰（北纬29°37'51"，东经95°03'31"，海拔7756米），总面积约594,400平方公里。西北方是興都庫什山脈和喀喇昆仑山脉，北邊是青藏高原，南邊則是印度河-恆河平原。
全球14座海拔8000米以上的高峰有10座分布于喜马拉雅山脉。主峰珠穆朗玛峰海拔高度8848.48米，为世界第一高峰。其余海拔8010米以上的高峰包括：干城章嘉峰（海拔8585米）、洛子峰（海拔8516米）、马卡鲁峰（海拔8463米）、卓奥友峰（海拔8201米）、道拉吉里峰（海拔8172米）、馬納斯盧峰（海拔8163米）、南迦帕尔巴特峰（海拔8125米）、安納布爾納峰（海拔8078米）、希夏邦马峰（海拔8012米）。山口也海拔多逾4000米，如唐拉山口（海拔4 633米）、聂聂雄拉山口（海拔5000米）及索吉山口（海拔3529米）等。
喜马拉雅山脉對南亞文化有許多的影響，許多山脈中的高山是佛教及印度教的聖地。印度河、恆河及雅魯藏布江（下游布拉馬普特拉河）都是發源自喜马拉雅山脉。印度河和雅魯藏布江發源自岡仁波齊峰附近，而恆河發源自印度的北阿坎德邦。這些河的流域中居住約六億人。

## 名称
喜马拉雅山的名称一说源于梵文（himālaya）音译，意为“雪的居所”；一说是藏语ཧི་མ་ལ་ཡ་རི་的音译，意为“雪山”。中文曾音译为喜马拉亚（耶）山、希马拉耶、希玛拉山。

## 形成

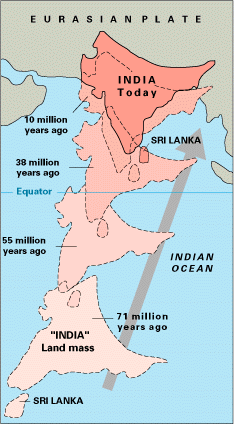
形成示意图

根据板块构造学，喜马拉雅山脉是由印澳板块与欧亚大陆板塊碰撞形成的：6亿年前，这一地区的绝大部分还淹没在汪洋大海之中。在約5000萬年前（大约在古近紀末期），由于印度板块向北相對迅速漂移，与亚欧板块碰撞，印度板块的前缘以很小的角度俯冲斜插到亚欧板块之下，一方面形成青藏高原巨厚的地壳和高峻的地势，另一方面就在雅鲁藏布江地缝合线附近形成了喜马拉雅山脉，原來存在於南北板塊之間的東部特提斯海也因此閉合消失。中国地质学者在山脉北坡找到的舌羊齿化石证明了喜马拉雅山是印度板块北缘的一部分。
根据古地磁学的研究，印度板块至今仍在以每年大于5厘米的速度向北移动，喜马拉雅山脉仍在不断上升中，同时还处于板块边界碰撞型地震构造带上。

## 地带划分
山脉自南向北可分为三带：
- 南带：山麓低山丘陵带，海拔700—1000米左右；
- 中带：小喜马拉雅山带，海拔3500—4000米左右；
- 北带：大喜马拉雅山带，是由许多高山带组成的主脉，宽约50—60公里，平均海拔在6000米以上，几十个山峰的海拔在7000米以上，其中包括珠穆朗玛峰。这些山峰终年为冰雪覆盖，呈一片银色世界。

### 地势与植物
北坡平缓，南坡陡峻。山脉南坡雨量充沛，因此植被茂盛；而北坡的雨量较少，植被稀疏。
高山地区的自然景象随高度不同而不断变化，形成明显的垂直自然带：
- 低处温暖湿润，常绿阔叶林生长得郁郁葱葱，形成常绿阔叶林带；
- 海拔升高导致气温递减，喜温的常绿阔叶树逐渐减少直至消失，而耐寒的针叶树则渐增，在2000米以上为针叶林带；
- 再往高处，热量不足导致树木生长困难，灌丛带代替森林；
- 在4500米以上为高山草甸带；
- 5300米以上为高山寒漠带；
- 更高处为高山永久积雪带。

## 主要山峰
喜马拉雅山脉約有70多個山峰，海拔7000米以上的高峰有40座，8000米以上的高峰有10座，山峰终年被冰雪覆盖：
- 珠穆朗玛峰：8,848.86米
- 干城章嘉峰：8,586米
- 洛子峰：8,516米
- 馬卡魯峰：8,485米
- 卓奧友峰：8,188米
- 道拉吉里峰：8,167米
- 马纳斯卢峰：8,163米
- 南迦帕尔巴特峰：8,125米
- 安纳布尔纳峰：8,091米
- 希夏邦马峰：8,027米
- 格重康峰：7,952米

流向印度洋的大河几乎都发源于北坡，切穿大喜马拉雅山脉，形成3000—4000米深的大峡谷，河水奔流如飞瀑，蕴藏着巨大的水力资源。
全球有七成的淡水是凍結於冰河中，而喜馬拉雅山區的淡水集中量，是南北極以外最多的地區。喜馬拉雅山區冰河供應諸多亞洲河流所需的淡水，包括印度河、恒河、雅鲁藏布江-布拉马普特拉河等。黄河、长江、湄公河等河流发源于青藏高原，一般不算作喜马拉雅山的河流。
在珠穆朗玛峰附近曾經測得的最低溫為零下60℃，但是自1970年代以來，由於山區的平均氣溫上升了1℃，使得山區冰河正大量縮減消融，冰河的迅速消退不但會先使河流的水位暴增，造成洪澇；幾年之後河水水位將會下降而形成乾旱或是更嚴重的生態問題。許多學者已經向聯合國提議將珠穆朗玛峰及其周圍地區列為「全球受氣候變化衝擊的危險地區」。
喜马拉雅山顶终年积雪，拥有众多冰川，包括绒布冰川、加布拉冰川、热木冰川等。

## 对气候的影响
喜马拉雅山脈成群的高峰挡住了从印度洋上吹来的湿润气流，也使得由北邊乾冷的氣流無法吹到印度半島，因此造成山脉南坡雨量充沛。夏季来自印度洋的西南季风往往带给南亚的印度，尼泊尔和孟加拉国豐沛的降水，并致使印度的氣溫較其他溫帶地區有所提高。一般認為喜马拉雅山脈的形成也是讓中亞產生像塔克拉瑪干沙漠及戈壁等沙漠的原因。

## 宗教

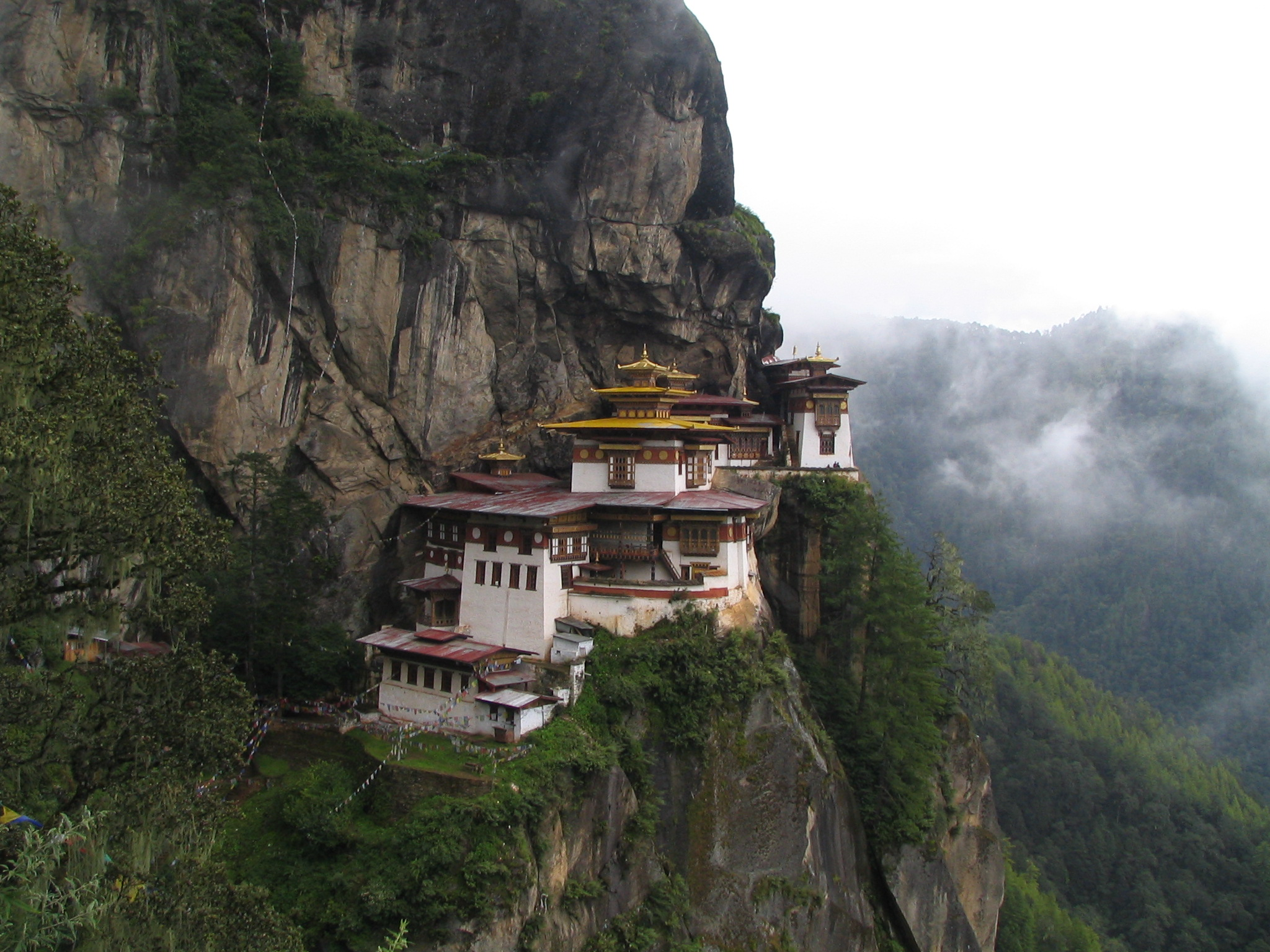
塔克桑寺

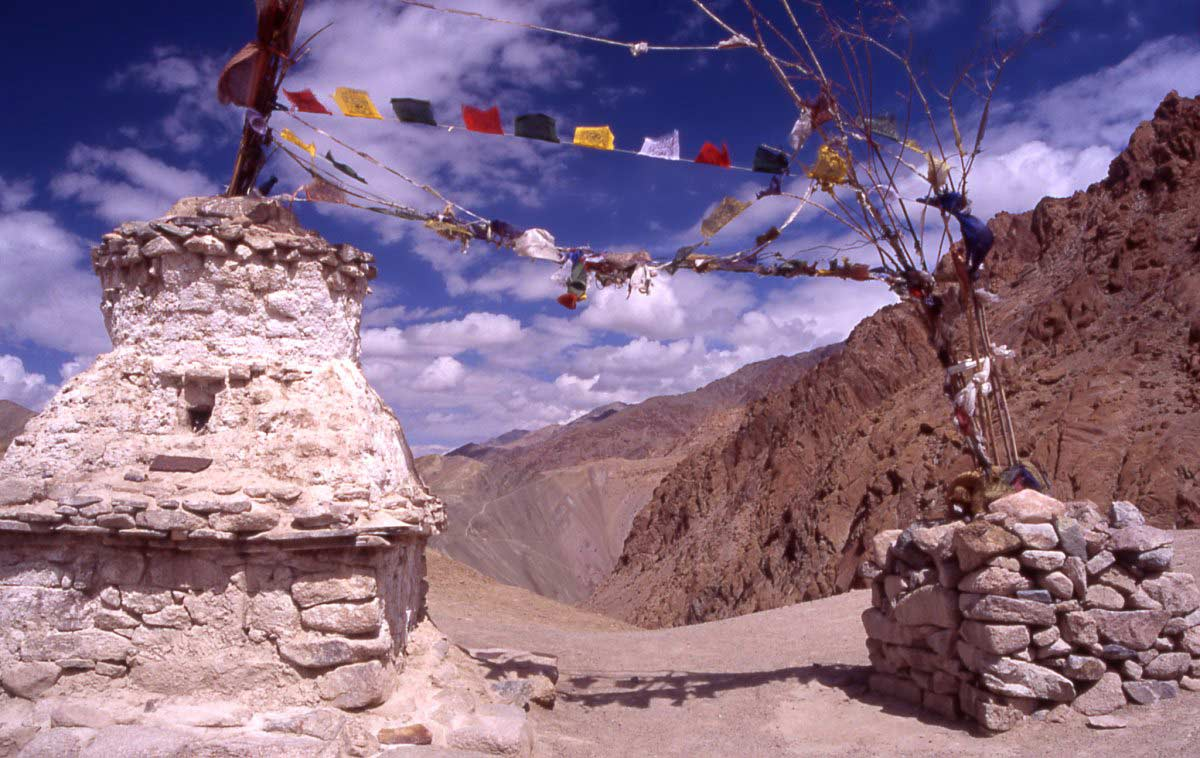
藏傳佛教的經幡及窣堵坡

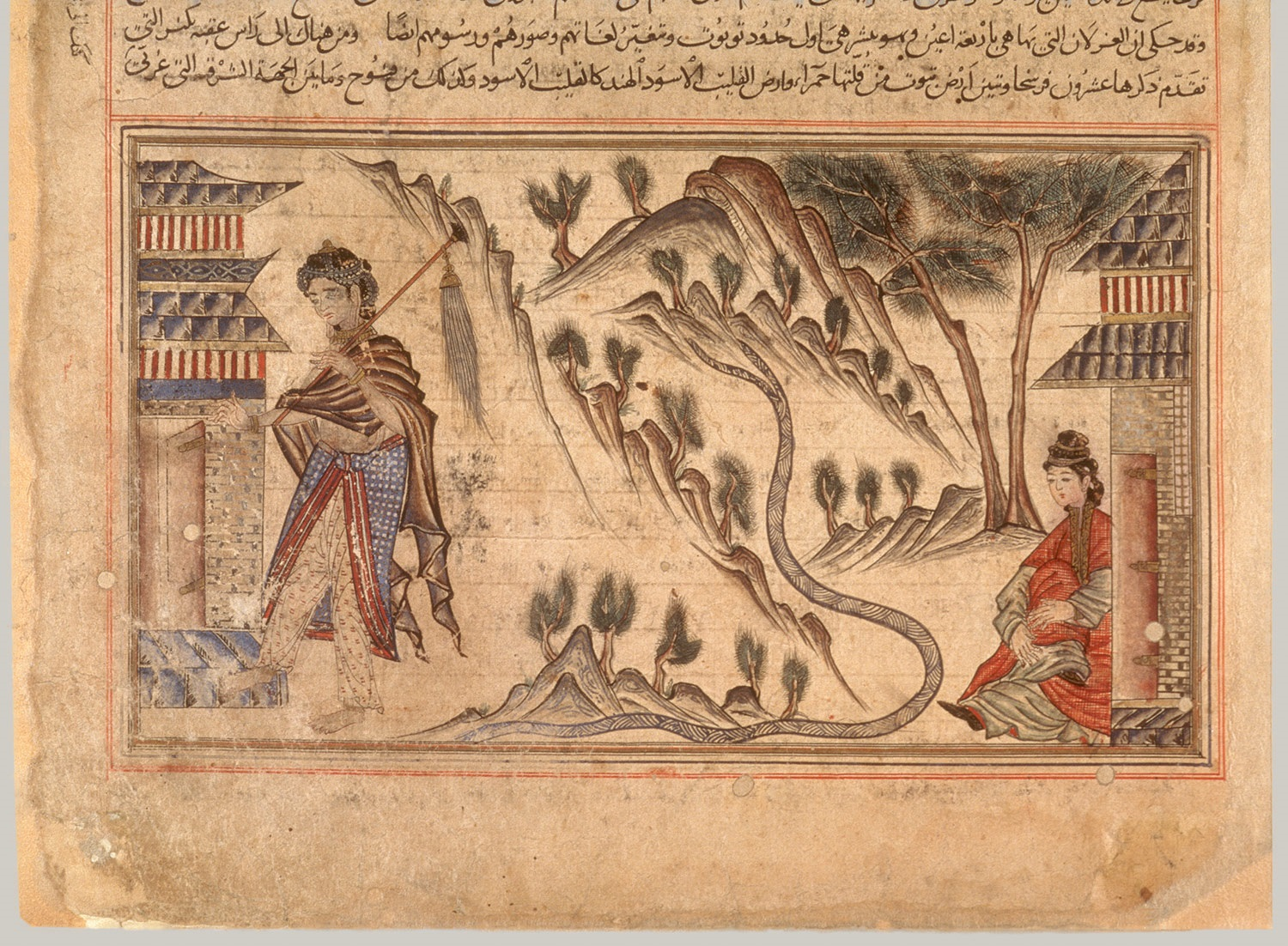
史集中描述介於西藏和印度間的喜马拉雅山脉

在印度教中，喜马拉雅山脉被人格化為雪山神，是恆河女神和雪山神女的父親。
喜马拉雅山脉中有許多地方是印度教、耆那教、錫克教及佛教的聖地，像不丹的塔克桑寺，據說蓮花生在此處遇到佛陀。
喜马拉雅山区中保存著许多藏傳佛教寺廟。

## 延伸閱讀
- Aitken, Bill, Footloose in the Himalaya, Delhi, Permanent Black, 2003. ISBN 978-81-7824-052-7
- Berreman, Gerald Duane, Hindus of the Himalayas: Ethnography and Change, 2nd rev. ed., Delhi, Oxford University Press, 1997.
- Bisht, Ramesh Chandra, Encyclopedia of the Himalayas, New Delhi, Mittal Publications, c2008.
- Everest, the IMAX movie (1998). ISBN 978-0-7888-1493-8
- Fisher, James F., Sherpas: Reflections on Change in Himalayan Nepal, 1990. Berkeley, University of California Press, 1990. ISBN 978-0-520-06941-1
- Gansser, Augusto, Gruschke, Andreas, Olschak, Blanche C., Himalayas. Growing Mountains, Living Myths, Migrating Peoples, New York, Oxford: Facts On File, 1987. ISBN 978-0-8160-1994-6 and New Delhi: Bookwise, 1987.
- Gupta, Raj Kumar, Bibliography of the Himalayas, Gurgaon, Indian Documentation Service, 1981
- Hunt, John, Ascent of Everest, London, Hodder & Stoughton, 1956. ISBN 978-0-89886-361-1
- Isserman, Maurice and Weaver, Stewart, Fallen Giants: The History of Himalayan Mountaineering from the Age of Empire to the Age of Extremes. Yale University Press, 2008. ISBN 978-0-300-11501-7
- Ives, Jack D. and Messerli, Bruno, The Himalayan Dilemma: Reconciling Development and Conservation. London / New York, Routledge, 1989. ISBN 978-0-415-01157-0
- Lall, J.S. (ed.) in association with Moddie, A.D., The Himalaya, Aspects of Change. Delhi, Oxford University Press, 1981. ISBN 978-0-19-561254-7
- Nandy, S.N., Dhyani, P.P. and Samal, P.K., Resource Information Database of the Indian Himalaya, Almora, GBPIHED, 2006.
- Palin, Michael, Himalaya, London, Weidenfeld & Nicolson Illustrated, 2004. ISBN 978-0-297-84371-9
- Swami Sundaranand, Himalaya: Through the Lens of a Sadhu. Published by Tapovan Kuti Prakashan (August 2001). ISBN 978-81-901326-0-2
- Swami Tapovan Maharaj, Wanderings in the Himalayas, English Edition, Madras, Chinmaya Publication Trust, 1960. Translated by T.N. Kesava Pillai.
- Tilman, H. W., Mount Everest, 1938, Cambridge University Press, 1948.
- 'The Mighty Himalaya: A Fragile Heritage,’ National Geographic Magazine, 174:624–631 (November 1988).
- Turner, Bethan, et al. Seismicity of the Earth 1900–2010: Himalaya and Vicinity. Denver, United States Geological Survey, 2013.